# Szeben vármegye
Szeben vármegye (németül: Komitat Hermannstadt, latinul: Comitatus Cibinensis, románul: Comitatul Sibiu) közigazgatási egység volt a Magyar Királyság keleti részében. Területe Romániához tartozik.

## Földrajz
Északról Alsó-Fehér és Nagyküküllő vármegyék, keletről Nagyküküllő és Fogaras, délről a Román Királyság, nyugatról pedig Alsó-Fehér és Hunyad vármegyék határolták.
A vármegye területe nagyrészt hegység. Déli és középső részén a Szebeni-havasok található, délkeleten a Fogarasi-havasok, északkeleten az Oltmelléki-hegysor húzódik. Csak az Olt és a Szeben folyók mentén voltak jelentéktelen síkságok. Legfontosabb folyói: az Olt, a Szeben, és a Sebes folyók voltak.

## Történelem

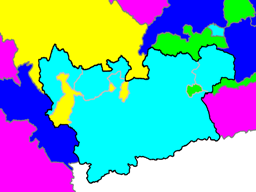
Szeben vármegye kialakítása 1876-ban
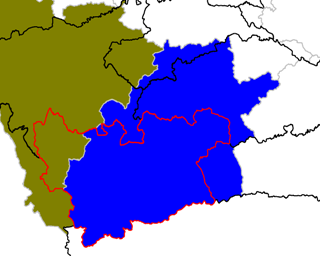
Szeben vármegye (piros határvonallal) és Szeben megye (kék színnel)

Szeben vármegye az 1876-os megyerendezés során alakult Szebenszékből, Szászsebesszékből, Szerdahelyszékből, Újegyházszék nagy részéből, továbbá Alsó-Fehér vármegye és Felső-Fehér vármegye egyes községeiből. E terület, illetve a központja, Nagyszeben Erdély történetében mindig is az erdélyi szászok egyik legfontosabb kulturális, kereskedelmi és közigazgatási központja volt.
A trianoni békeszerződés óta Románia része. A második bécsi döntés nem érintette a vármegye területét. Az egykori vármegye területe ma is Romániához tartozik, nagy része Szeben megyéhez, Szászsebes és környéke pedig Fehér megyéhez.

## Lakosság
1910-ben a vármegye összlakossága 176 921 személy volt, ebből:
- 113 672 (64,25%) román
- 49 757 (28,12%) német
- 10 159 (5,74%) magyar

## Közigazgatás

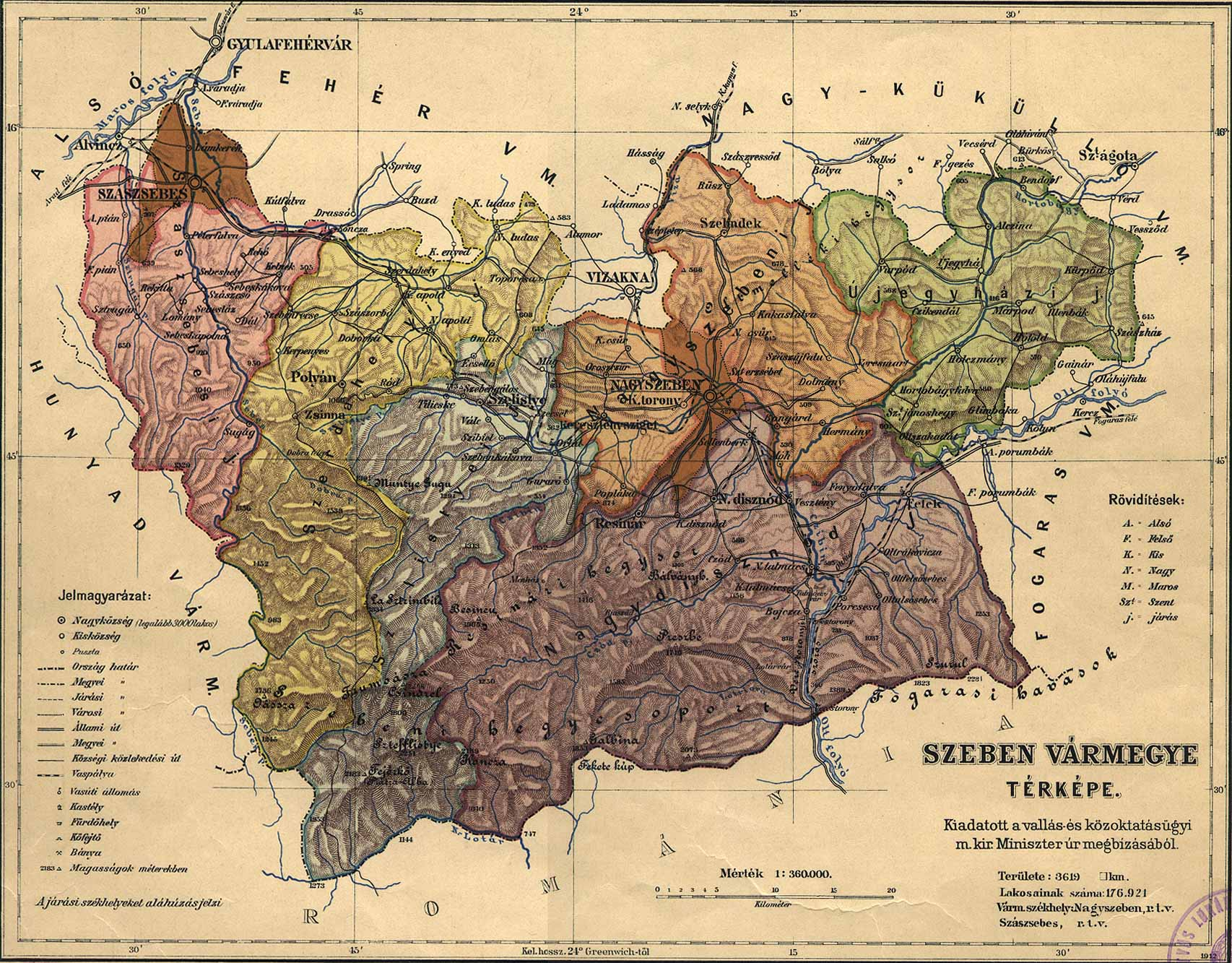
Szeben vármegye közigazgatási térképe 1910-ből

A vármegye hat járásra volt felosztva és két rendezett tanácsú város tartozott hozzá 1917-ben:
- Nagydisznódi járás, székhelye Nagydisznód
- Nagyszebeni járás, székhelye Nagyszeben
- Szászsebesi járás, székhelye Szászsebes
- Szelistyei járás, székhelye Szelistye
- Szerdahelyi járás, székhelye Szerdahely
- Újegyházi járás, székhelye Újegyház
- Nagyszeben rtv.
- Szászsebes rtv.